# Robert McNamara
Robert Strange McNamara, född 9 juni 1916 i San Francisco, Kalifornien, död 6 juli 2009 i Washington D.C., var en amerikansk företagsledare och ämbetsman. Han var USA:s försvarsminister 1961–1968.   
Efter andra världskriget arbetade Ncnamara för Ford Motor Company och blev 1960 den förste utanför grundarfamiljen att leda företaget. Han var USA:s försvarsminister från 1961 till 1968 i John F. Kennedy och Lyndon B. Johnsons administrationer och är den person som innehaft den befattningen under längst tid. Efter att han avgick som försvarsminister blev han ledare för Världsbanken (1968–1981).

## Biografi
Robert McNamara avlade examen vid Berkeley 1937 i nationalekonomi och filosofi. Efter studierna arbetade han vid Price Waterhouse (Numera PwC) och började sedan som forskarassistent vid Harvard 1940. Där kom han i kontakt med US Army Air Corps (senare US Air Force) och beslutade sig för att gå in i flygvapnet. Där utvecklade han matematiska modeller för bombningar av japanska städer med fosforbomber som gick ut på att öka verkningskraften men hålla kvar kostnaderna på samma nivå. Han började 1946 att arbeta för Ford Motor Company som ansvarig för finansanalyser. McNamara avancerade snabbt till högre positioner. Han blev 1960 den första VD för Ford som inte var medlem av familjen Ford. McNamara tillskrivs stora delar av Fords tillväxt efter andra världskriget. 

### Försvarsminister
Fem veckor efter att McNamara tillträtt som VD bad president John F. Kennedy honom att lämna företaget för att bli finansminister, alternativt försvarsminister. McNamara ansåg sig inte vara tillräckligt kvalificerad till någon av posterna och tackade nej. Kennedy övertalade honom med att säga: "Bob, det finns inga skolor som lär ut hur man blir president heller".
År 1961 utnämndes McNamara till försvarsminister. Som enrådig chef för USA:s försvarsdepartement var han dominant, utnyttjade ämbetets lagstadgade befogenheter som ingen av sina företrädare gjort och han tvekade inte att köra över yrkesmilitärer som inte kunde övertyga den civile ledaren. Under McNamaras tid inrättades centraliserade försvarsmyndigheter som Defense Intelligence Agency, Defense Logistics Agency och National Reconnaissance Office (den sistnämnda ett samarbete med Central Intelligence Agency vars existens förblev hemlig fram till kalla krigets slut 1992).
McNamara var en central gestalt under Kubakrisen 1962. Han kom att bli en av de drivande krafterna bakom stationeringen av amerikanska trupper i Vietnam och utökningen av de amerikanska bombningarna med Operation Rolling Thunder. År 1967 överraskade McNamara genom att föreslå att stoppa ytterligare truppförstärkningar, inställa bombningarna av Nordvietnam och att lämna markstriderna i Sydvietnam. McNamara förklarade sin tidigare taktik för kriget som misslyckad. Han lämnade Pentagon desillusionerad och den 29 februari 1968 erhöll han vid avtackningen i Vita huset presidentens frihetsmedalj.

### World Bank Group
McNamara blev istället chef för World Bank Group. I sin roll som dess chef var han drivande i bankens stora utlåningar till Tredje världen, bland annat för stora dammprojekt. Dock skapade lånen stora statsskulder som i sin tur låg bakom 1980-talets strukturprogram. Tanken bakom de stora lånen var att länderna skulle moderniseras och utvecklas från att vara dominerade av jordbruk till att bli industribaserade.

## Robert McNamara i populärkulturen

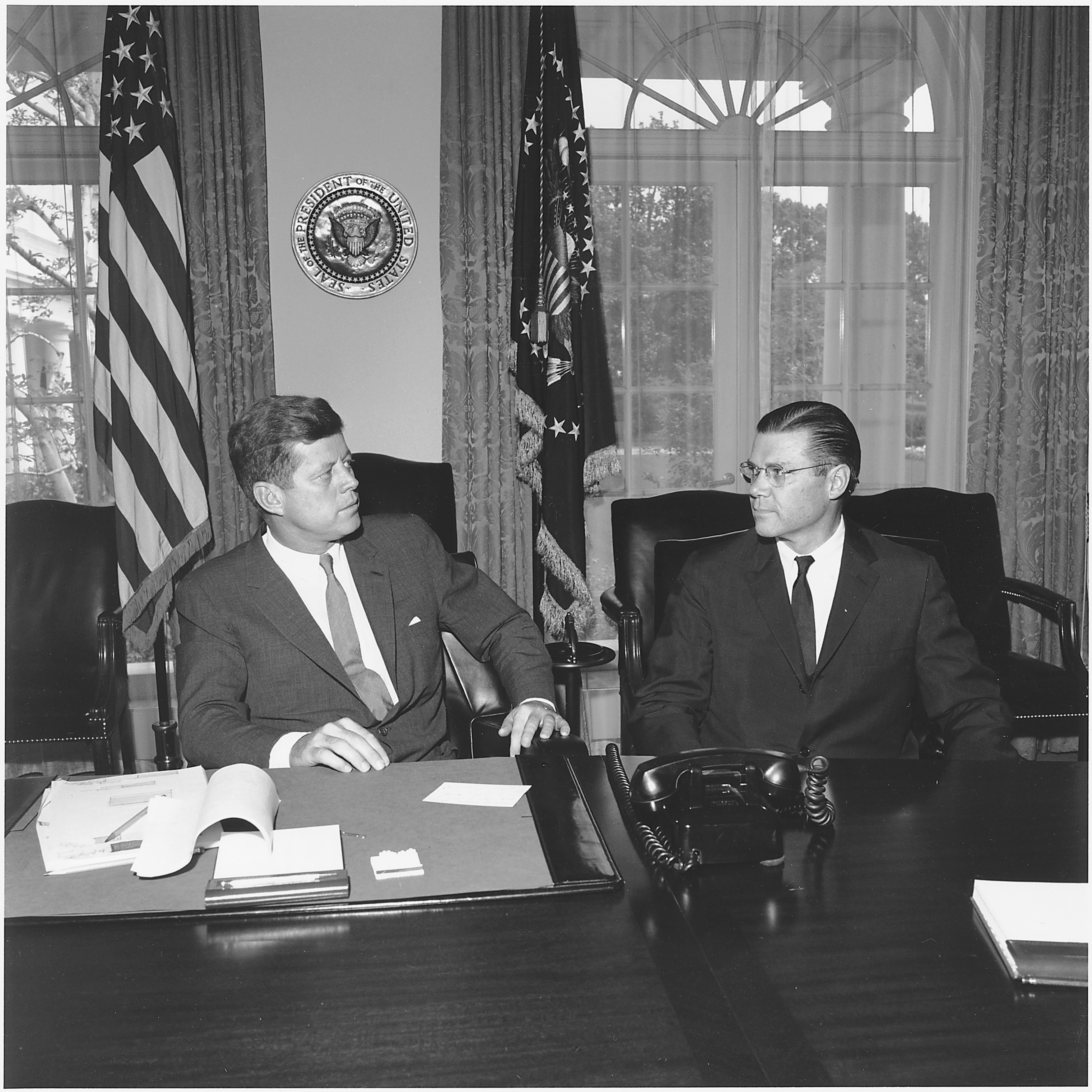
Robert McNamara med president John F. Kennedy 1962 i kabinettsrummet.

- I den oscarsbelönade dokumentärfilmen "The Fog of War" berättar han om sitt yrkesliv, framförallt om Kubakrisen och Vietnamkriget.
- Freedom Singers låt McNamara-visan handlar om Robert McNamara.
- I TV-filmen Path to War som gjordes 2002 för HBO i regi av John Frankenheimer spelas Robert McNamara av Alec Baldwin.[4]
- McNamara medverkar som rollfigur i datorspelet Call of Duty: Black Ops med röst av Robert Picardo.